# 帕科利特 (南卡罗来纳州)
帕科利特（英文：Pacolet），是美国南卡罗来纳州下属的一座城市。城市类型是“Town”。其面积大约为3.53平方英里（9.15平方公里）。根据2010年美国人口普查，该市有人口2,235人，人口密度约为每平方 英里632.61人（约合每平方公里244.26人）。